# خاركورين
خاركورين هي بلدة تقع في محافظة أوفوخاناجي، منغوليا وهي تقع بالقرب من مدينة قراقورم التاريخية عاصمة إمبراطورية المغول.